# Грандекур
Грандеку́р (фр. Grandecourt) — коммуна во Франции, находится в регионе Франш-Конте. Департамент — Верхняя Сона. Входит в состав кантона Дампьер-сюр-Салон. Округ коммуны — Везуль.
Код INSEE коммуны — 70274.

## География
Коммуна расположена приблизительно в 300 км к юго-востоку от Парижа, в 50 км севернее Безансона, в 23 км к западу от Везуля.
По территории коммуны протекает небольшая река Фавьер (фр. Favières).

## Население
Население коммуны на 2010 год составляло 35 человек.
| 1962 | 1968 | 1975 | 1982 | 1990 | 1999 | 2010 |
| ---- | ---- | ---- | ---- | ---- | ---- | ---- |
| 57   | 46   | 38   | 36   | 39   | 33   | 35   |

## Экономика
В 2010 году среди 20 человек трудоспособного возраста (15—64 лет) 17 были экономически активными, 3 — неактивными (показатель активности — 85,0 %, в 1999 году было 66,7 %). Из 17 активных жителей работали 16 человек (10 мужчин и 6 женщин), безработной была 1 женщина. Среди 3 неактивных 0 человек были учениками или студентами, 1 — пенсионером, 2 были неактивными по другим причинам.

## Достопримечательности
- Церковь Св. Марии Магдалины (XII век). Исторический памятник с 1995 года[3]